# 劉江 (香港)
劉江（1946年8月24日—），前香港無綫電視基本合約藝人，擁有近50年演出經驗。他在投身電視圈前，已經在1960年代參與電影製作。

## 個人經歷

### 成長經過與學習京劇
劉江童年時居住於調景嶺的木屋區，家有三位弟弟以及一位妹妹，自己排行最大。他因為不想受到父母束縛，於是在未小學畢業前獨自離開香港到台灣學戲。但留台期間父親病逝而自己未能見其最後一面一事令他感到悔疚。他的父親為一名地盤泥工，與他聚少離多。
劉江本來由京劇出身，他在12歲時見到台灣京劇學校來港招生而去投考，結果獲取錄並隻身到台灣學習京戲，入讀台北的復興戲劇學校七年。其後延遲出境一年，即1966年回港。由於京劇專長不能在港謀生，所以他透過昔日劇校老師的引薦，加入香港電影圈擔任武術指導。

### 加入娛樂圈
他本人熱愛演戲，在當了武術指導幾年後便投考「邵氏南國訓練班」。因應當時他的訓練班班主任顧文宗提及邵氏電影公司需要配音人手，劉老師就開始參與電影配音的工作。後來，他獲國泰機構（香港）有限公司的導師李影簽約成為演員。因應國泰公司不再製作電影，劉江未能拍攝電影。但於1972年，導演胡金銓開拍電影《忠烈圖》，邀請他演出，他才繼續其電影工作。《忠烈圖》前後一共拍攝了20多個月，劉江途中仍然靠配音工作為生。
經國泰公司訓練班第二期學員劉丹的介紹下，劉江随後从電影業轉投當時如日中天的佳藝電視，在《射鵰英雄傳》、《神鵰俠侶》、《紅樓夢》等著名電視劇中演出，直至佳藝電視倒閉，其中《風雷第一刀》當時更還未播映。1979年，劉老師與不少演員一樣，轉投另一家免費電視台麗的電視（即由亞洲電視前身），三年時間曾演出《浮生六劫》、《人在江湖》、《大俠霍元甲》等劇集，其後他於1982年轉投無綫電視。

### 演藝成就
劉江加入無綫電視，開始逾三十年的精湛演出，除了剛加盟的第一年，每年均不間斷的演出3－8套劇集，迅速成為該公司力捧的資深艺員。在多年的電視劇幕前演出，其臉孔已深入民心，演技亦早已得到廣泛的觀眾認同。他通常飾演主角爸爸或長輩、朝廷挑事者、政壇元老等。例如他憑著鐵血保鏢「尚正鵬」一角獲2006年萬千星輝賀台慶最佳男配角提名。其後他都有憑其他角色獲得萬千星輝賀台慶最佳男配角提名。其在無綫電視的第一套拍攝的電視劇為《神女有心》。
另一方面，近年來劉江亦有不少使人拍案叫絕的經典角色，包括：《大唐雙龍傳》的李淵、《肥田囍事》的林森、《歲月風雲》的汪政國、《同事三分親》的文子祥、《畢打自己人》的陸雲廷、《女王辦公室》的雷小龍（雷公）、《天梯》的四叔公、《真相》的蘇偉權（權叔、強姦案中出任陪審員）、《拳王》的任國龍、《巨輪》的羅富誠、《寒山潛龍》的鳳南天等。亦因《拳王》中的一幕被網民惡搞加上一句「屌！講呢啲」的粗口字幕而在網絡界走紅。
劉江亦曾經先後演出過多部電影作品。2012年8月17日，他在節目《今日VIP》表示自己本來無意演出電視劇，而在加入麗的電視之前，他在台灣學習和演出京戲。還有，劉江亦在節目中道出自己喜愛做戲。對於演出的角色，他自言不太擅長演出偏向搞笑的角色，例如《換樂無窮》的顧永是。反而較為嚴肅的角色則適合他內向的性格。
在2013年12月16日举办的《萬千星輝頒獎典禮2013》上，劉老師榮獲無綫電視頒發「傑出演員大獎」，肯定及嘉許他在演藝圈數十年來不辭勞苦、堅持不懈的貢獻和付出。

### 發展近況
劉江在無綫工作已超過30年，一直以來也是留守无綫；但由于年事已高，2016年受訪時，他考慮于一、兩年後约满無綫便正式退休，享受幸福的家庭生活。2016年5月，他與黎明和林日曦拍攝白咖啡廣告時有驚喜演出，在廣告播出一日後吸引了290萬瀏覽人次而極受歡迎。
在2018年，劉江以男主角身份主演的《平安谷之詭谷傳說》，在大結局中，親自笑住說出其金句「講呢啲！」，而令觀眾感到非常雀躍。其演技真的爐火純青，是其代表作之一，並令他從影以來首度提名視帝。
2020年1月14日合約屆滿，正式離開TVB，結束與無綫電視38年之賓主關係。他指與無綫續約談不攏，底線被觸及，但其後仍有為《金宵大廈2》客串演出。過了幾個月後，他便為ViuTV拍攝《暖男爸爸》。
2021年4月，劉江被邀請回無綫電視擔任《好聲好戲》評判之一。劉江向傳媒表明目前只會參與無綫電視的綜藝節目，暫時不會參與無綫的劇集拍攝。

## 影视作品

### 電視劇

#### 電視劇（佳藝電視）
| 電視劇演出     | 電視劇演出                               |
| -------------- | ---------------------------------------- |
| 劇集           | 角色                                     |
| 1976           |                                          |
| 《射鵰英雄傳》 | 歐陽無忌（佳視版本）/ 歐陽克（小說版本） |
| 《神雕俠侶》   | 郝大通                                   |
| 《流星蝴蝶劍》 | 律香川                                   |
| 《廣東好漢》   | 高進忠                                   |
| 1977           |                                          |
| 《紅樓夢》     | 賈蓉                                     |
| 《萍蹤俠影錄》 | 周山民                                   |
| 1978           |                                          |
| 《白髮魔女傳》 | 慕容沖                                   |
| 《武林外史》   | 王憐花                                   |
| 《風雷第一刀》 | 葉開 （未完成）                          |

#### 電視劇（麗的電視）
| 電視劇演出             | 電視劇演出 |
| ---------------------- | ---------- |
| 劇集                   | 角色       |
| 1979                   |            |
| 《情人箭》             | 花飛       |
| 《沈勝衣》─ 相思夫人   | 常護花     |
| 《天蠶變》             | 電         |
| 1980                   |            |
| 《浮生六劫》           | 伍培       |
| 《湖海爭霸錄》         | 石敢為     |
| 《人在江湖》           | 宋波       |
| 《大地恩情之古都驚雷》 | 周啟榮     |
| 1981                   |            |
| 《少年黃飛鴻》         | 譚嗣同     |
| 《再會太平山》         | 汪亨利     |
| 《大昏迷》             | 郭偉成     |
| 《武俠帝女花》         | 史可法     |
| 《天使危機》           | 王莊信     |
| 《大俠霍元甲》         | 霍元武     |

#### 電視劇（無綫電視）
| 電視劇演出（無綫電視） | 電視劇演出（無綫電視）          |
| ---------------------- | ------------------------------- |
| 劇集                   | 角色                            |
| 1981年                 |                                 |
| 福星高照               | 包拯                            |
| 1982年                 |                                 |
| 神女有心               |                                 |
| 孤城客                 | 誰舍我                          |
| 蘇乞兒                 | 泉伯                            |
| 萬水千山總是情         | 王瑞龍                          |
| 獵鷹                   | 戚幹                            |
| 1983年                 |                                 |
| 射鵰英雄傳             | 完顏洪烈                        |
| 鬼咁夠運               | 江志滔                          |
| 神探霹靂               | 蕭國威                          |
| 無冕天使               | 曾阿財                          |
| 1984年                 |                                 |
| 我要結婚               | 子程                            |
| 決戰玄武門             | 李靖                            |
| 笑傲江湖               | 風清揚                          |
| 鹿鼎記                 | 順治帝                          |
| 秋瑾                   | 金逸之                          |
| 寶芝林                 | 黃飛鴻                          |
| 1985年                 |                                 |
| 雪山飛狐               | 李自成                          |
| 武林世家               | 方存智                          |
| 挑戰                   | 楊志堅                          |
| 楚河漢界               | 蕭何                            |
| 楊家將                 | 遼王                            |
| 1986年                 |                                 |
| 神勇CID                |                                 |
| 陸小鳳之鳳舞九天       | 流雲居士                        |
| 流氓大亨               | 李錦源                          |
| 林沖                   | 高俅                            |
| 黃大仙                 | 二皇子                          |
| 倚天屠龍記             | 成崑                            |
| 1987年                 |                                 |
| 靜待黎明               | 何四                            |
| 獵鯊行動               | 葉釧                            |
| 鄭成功                 | 隆武帝                          |
| 大明群英               | 劉伯溫                          |
| 書劍恩仇錄             | 陸菲青                          |
| 1988年                 |                                 |
| 南拳蔡李佛             | 林則徐                          |
| 少林與詠春             | 和珅                            |
| 阿德也瘋狂             | 趙德                            |
| 太平天國               | 曾國藩                          |
| 1989年                 |                                 |
| 決戰皇城               | 岳飛                            |
| 蓋世豪俠               | 段海                            |
| 天變                   | 凌通                            |
| 婆媽女婿               | 吳錦輝                          |
| 1990年                 |                                 |
| 蜀山奇俠               | 齊漱溟                          |
| 失職丈夫               |                                 |
| 飛越官場               | 周邦彥                          |
| 1991年                 |                                 |
| 人海驕陽               | 方忠義                          |
| 蜀山奇俠之仙侶奇緣     | 半邊書生                        |
| 藍色風暴               | 康強                            |
| 漂白英雄               | 關其昌                          |
| 1992年                 |                                 |
| 龍的天空               | 紀振泉                          |
| 92鍾無艷               | 李豪                            |
| 反斗威龍               | 林尚文                          |
| 大時代                 | 周濟生                          |
| 血濺塘西               | 王權                            |
| 風之刀                 | 司馬縱橫                        |
| 愛生事家庭             | 梁家猴                          |
| 1993年                 |                                 |
| 射鵰英雄傳之九陰真經   | 洪七公                          |
| 金蛇郎君               | 解破軍                          |
| 魔刀俠情               |                                 |
| 金牙大狀               | 伏劍豪                          |
| 1994年                 |                                 |
| 第三類法庭             | 馬安                            |
| 新重案傳真             | 丁喬                            |
| 生死訟                 | 王尚東                          |
| 射鵰英雄傳             | 鐵木真                          |
| 黃飛鴻系列之鐵膽梁寬   | 章秉源                          |
| 笑看風雲               | 馬成                            |
| 1995年                 |                                 |
| 刑事偵緝檔案           | 程家希                          |
| 情濃大地               | 方貴祥                          |
| 廉政英雌               | 布少祥                          |
| 神鵰俠侶               | 武三通                          |
| 親恩情未了             | 馮光                            |
| 邊緣故事               | 劉Sir                           |
| 1996年                 |                                 |
| 天地男兒               | 戴樹標                          |
| 笑傲江湖               | 向問天                          |
| 孽吻                   | 蝦叔                            |
| 西遊記                 | 車遲國國王                      |
| 1997年                 |                                 |
| 樂壇插班生             | 陸道才                          |
| 苗翠花                 | 苗顯                            |
| 難兄難弟               | 謝源之父， 謝信                 |
| 圓月彎刀               |                                 |
| 天龍八部               | 玄慈                            |
| 刑事偵緝檔案III        | 呂世豪                          |
| 狀王宋世傑             | 釋覺大師                        |
| 美味天王               | 夏津津之父                      |
| 鑑證實錄               | 蔡國忠                          |
| 1998年                 |                                 |
| 鹿鼎記                 | 康親王                          |
| 離島特警               | 王炳坤                          |
| 愛在暴風的日子         | 林開                            |
| 冤家宜結不宜解         | 田展江                          |
| 1999年                 |                                 |
| 雪山飛狐               | 閻基                            |
| 鑑證實錄II             | 蔡國忠                          |
| 刑事偵緝檔案IV         | 洪展鵬                          |
| 狀王宋世傑(貳)         | 無塵大師                        |
| 吾係差人               | 葉惠齊                          |
| 雙面伊人               | 姚健明                          |
| 創世紀                 | 許大漢                          |
| 洗冤錄                 | 馬貴／葉慶                      |
| 茶是故鄉濃             | 方志德                          |
| 2000年                 |                                 |
| 廟街媽兄弟             | 楊合益                          |
| 新鮮人                 | 楊定忠                          |
| 碧血劍                 | 溫方山（溫家五老）              |
| 2001年                 |                                 |
| 美味情緣               | 江耀柱                          |
| 酒是故鄉醇             | 高福興（第31集）                |
| 2002年                 |                                 |
| 無頭東宮               | 冠鼎                            |
| 騎呢大狀               | 貝維楊                          |
| 再生緣                 | 皇甫敬                          |
| 流金歲月               | 程在山                          |
| 2003年                 |                                 |
| 帝女花                 | 周奎                            |
| 英雄刀少年             | 索爾洵                          |
| 衝上雲霄               | 高大威                          |
| 西關大少               | 林東                            |
| 楚漢驕雄               | 呂公                            |
| 衛斯理                 | 秦正器                          |
| 2004年                 |                                 |
| 烽火奇遇結良緣         | 陳金定之父                      |
| 陀槍師姐IV             | 蔣權                            |
| 下一站彩虹             | 顧振球                          |
| 大唐雙龍傳             | 李淵                            |
| 爭分奪秒               | 李萬豪/鄭坤                     |
| 天涯俠醫               | 王甫堅                          |
| 2005年                 |                                 |
| 學警雄心               | 江平                            |
| 阿旺新傳               | 洛達通                          |
| 佛山贊師父             | 林則徐                          |
| 本草藥王               | 李言聞                          |
| 2006年                 |                                 |
| 人生馬戲團             | 何正雄                          |
| 鐵血保鏢               | 尚正鵬                          |
| 法證先鋒               | 白健昇                          |
| 肥田囍事               | 林森                            |
| 點指賊賊賊捉賊         | 牛津                            |
| 2007年                 |                                 |
| 紅衣手記               | 李世民 (Simon)                  |
| 天機算                 | 孟問（南方問）                  |
| 牛郎織女               | 江權                            |
| 歲月風雲               | 汪政國                          |
| 同事三分親             | 文子祥                          |
| 2008年                 |                                 |
| 秀才愛上兵             | 蘇德                            |
| 太極                   | 容百川                          |
| 疑情別戀               | 董仁和                          |
| 少年四大名捕           | 蔡京                            |
| 東山飄雨西關晴         | 潘貴勳                          |
| 2009年                 |                                 |
| 畢打自己人             | 陸雲廷                          |
| 學警狙擊               | 江平                            |
| 幕後大老爺             | 沈長麟                          |
| ID精英                 | 鍾國誠                          |
| 廉政行動2009           | 林萬生                          |
| 富貴門                 | 卓崇禧                          |
| 蔡鍔與小鳳仙           | 余軒龍                          |
| 2010年                 |                                 |
| 女王辦公室             | 雷小龍                          |
| 掌上明珠               | 朱兆昌                          |
| 蒲松齡                 | 馬旭昇                          |
| 天天天晴               | 石有為                          |
| 巾幗梟雄之義海豪情     | 胡大元                          |
| 讀心神探               | 程兆安                          |
| 2011年                 |                                 |
| 仁心解碼               | 莫貴生                          |
| 洪武三十二             | 道衍                            |
| Only You 只有您        | 程國富                          |
| 布衣神相               | 有涯子                          |
| 真相                   | 蘇偉權                          |
| 紫禁驚雷               | 田剛正                          |
| 九江十二坊             | 曾健樑                          |
| 誰家灶頭無煙火         | 夏志舜                          |
| 2012年                 |                                 |
| 換樂無窮               | 顧永是（Yes Sir）               |
| 當旺爸爸               | 王福全                          |
| 盛世仁傑               | 宋祥貴                          |
| 拳王                   | 任國龍                          |
| 回到三國               | 劉表                            |
| 愛·回家                | 岑濟材                          |
| 天梯                   | 賀仁華                          |
| 名媛望族               | 董廷亨                          |
| 大太監                 | 李玉                            |
| 幸福摩天輪             | 張志強                          |
| 2013年                 |                                 |
| 仁心解碼II             | 馬子安                          |
| 巨輪                   | 羅富誠                          |
| 法外風雲               | 宋傳富                          |
| 2014年                 |                                 |
| 守業者                 | 周天賜                          |
| 寒山潛龍               | 鳳南天（努兒哈•勿吉）           |
| 忠奸人                 | 高霖                            |
| 我們的天空             | 豐伯                            |
| 載得有情人             | 饒兆榮                          |
| 使徒行者               | 郭學華                          |
| 名門暗戰               | 文世光                          |
| 2015年                 |                                 |
| 天眼                   | 江匯海                          |
| 華麗轉身               | 周舜郎                          |
| 收規華                 | 莊傲山                          |
| 張保仔                 | 嘉慶帝                          |
| 枭雄                   | 朱啟華                          |
| 2016年                 |                                 |
| 愛情食物鏈             | 劉鏶                            |
| 警犬巴打               | 鍾英美                          |
| 純熟意外               | 丁日坤                          |
| 一屋老友記             | 寶祿                            |
| 巨輪II                 | 羅富誠                          |
| 為食神探               | 岑榮                            |
| 幕後玩家               | 鄧劍松                          |
| 流氓皇帝               | 牛栢葉                          |
| 巾帼枭雄之谍血长天     | 林群                            |
| 2017年                 |                                 |
| 財神駕到               | 土地公／賈仕仁                  |
| 乘勝狙擊               | 伍澤華                          |
| 與諜同謀               | 陳永南 / 賀鎮南                 |
| 同盟                   | 李仁禮                          |
| 老表，畢業喇！         | 張福貴                          |
| 降魔的                 | 郭永城                          |
| 2018年                 |                                 |
| 平安谷之詭谷傳說       | 陸金谷                          |
| 果欄中的江湖大嫂       | 黃耀棠                          |
| 2019年                 |                                 |
| 十二傳說               | 易玄光                          |
| 金宵大廈               | 林若思                          |
| 2020年                 |                                 |
| 降魔的2.0              | 郭永城                          |
| 木棘証人               | 葉長樂                          |
| 2022年                 |                                 |
| 金宵大廈2              | 林若思（平行時空） （特別客串） |

#### 電視劇（ViuTV）
| 電視劇演出     | 電視劇演出     |
| -------------- | -------------- |
| 劇集           | 角色           |
| 2020年         |                |
| 《暖男爸爸》   | 波哥           |
| 2022年         |                |
| 《冥冥之中》   | 劉伯           |
| 2023年         |                |
| 《極度俏郎君》 | 金達強         |
| 2025年         |                |
| 《老是常出現》 | 戴勞國（老大） |

#### 電視劇（其他）
| 電視劇演出           | 電視劇演出 |
| -------------------- | ---------- |
| 劇集                 | 角色       |
| 2024年               |            |
| 《家族榮耀之繼承者》 | 丘瀚洋     |

### 電視電影（無綫電視）
| 電影演出       | 電影演出         |
| -------------- | ---------------- |
| 電影           | 角色             |
| 1988           |                  |
| 《天堂血路》   | 曾sir            |
| 1989           |                  |
| 《刑警本色》   | 鮑四             |
| 《靈幻天師》   |                  |
| 1991           |                  |
| 《律政皇庭》   | Peter盧          |
| 1992           |                  |
| 《羣星會》     | 司馬縱橫（客串） |
| 1994           |                  |
| 《再世情未了》 | 秦寶劍           |
| 2004           |                  |
| 《親密殺機》   | 程福全           |

### 電影
| 電影演出           | 電影演出   |
| ------------------ | ---------- |
| 電影               | 角色       |
| 1975               |            |
| 《忠烈圖》         | 湯克儉     |
| 《鐵漢柔情》       |            |
| 1979               |            |
| 《豪俠》           | 高朋       |
| 1983               |            |
| 《聖誕奇遇結良緣》 | 黃sir      |
| 1987               |            |
| 《龍虎風雲》       | 周警司     |
| 1988               |            |
| 《我要逃亡》       |            |
| 1989               |            |
| 《伴我闖天涯》     | 李雪頤前夫 |
| 《專釣大鱷》       | 韋Sir      |
| 1990               |            |
| 《天若有情》       | 江Sir      |
| 1991               |            |
| 《跛豪》           | 龍探長     |
| 1992               |            |
| 《辣手神探》       | 醫院院長   |
| 《鹿鼎記》         | 周舵主     |
| 《廟街十二少》     | 顏同       |
| 1993               |            |
| 《天長地久》       | 霖哥       |
| 《濟公》           | 李茂春     |
| 《溶屍奇案》       | 曾志毅     |
| 2008               |            |
| 《惡男事件》       | 福伯       |
| 《証人》           | 星洲全     |
| 2010               |            |
| 《線人》           | 阿雪父親   |
| 2013               |            |
| 《飛虎出征》       | 家豪父親   |
| 2016               |            |
| 《猛龍特囧》       | 利萬三     |
| 2018               |            |
| 《我的情敵女婿》   |            |
| 2019               |            |
| 《掃毒2天地對決》  | 張子明     |
| 2023               |            |
| 《死屍死時四十四》 | 陳寶龍     |
| 2024               |            |
| 《誤判》           | 馬伯       |

### 副導演
- 1980年：碧水寒山奪命金

### 音樂影帶（無綫電視）
- 1993年：Beyond《爸爸媽媽》

### 電影配音
| 年代 | 電影名稱                 | 角色            | 演員          | 備註       |
| 1970 | 邵氏旗下的電影作品       | -               | -             | 粵語版配音 |
| 1989 | 賭神                     | 高義            | 龍方          | 粵語版配音 |
| 1989 | 至尊無上                 | 宮木太郎        | 龍方          | 粵語版配音 |
| 1989 | 至尊無上                 | 金牙贵          | 高雄          | 粵語版配音 |
| 1989 | 致命的誘惑               | 林sir           | 羅烈          | 粵語版配音 |
| 1990 | 摩登如來神掌             | 天殘            | 元華          | 粵語版配音 |
| 1990 | 至尊計狀元才             | 蔣山河          | 陳松勇        | 粵語版配音 |
| 1992 | 藍江傳之反飛組風雲       | 藍江            | 向華強        | 粵語版配音 |
| 1993 | 至尊三十六計之偷天換日   | 劉耀祖          | 尹志強        | 粵語版配音 |
| 1994 | 賭神2                    | 龍五            | 向華強        | 粵語版配音 |
| 1996 | 洪興仔之江湖大風暴       | 洪勝            | 谷峰          | 粵語版配音 |
| 1996 | 南洋第一邪降             | 林國光 (林sir)  | 徐錦江        | 粵語版配音 |
| 2007 | 五星級大鼠               | 老王 (Remy父親) | 布萊恩·丹內利 |            |
| 2010 | 锦衣卫                   | 趙審言          | 劉松仁        |            |
| 2014 | 魔警                     | 王偉業父親      | 戚冠軍        | 國語版配音 |
| 2016 | 西遊記之孫悟空三打白骨精 | 旁白            | -             | 粵語版配音 |
| 2016 | 封神傳奇                 | 老年姜子牙      | 李連傑        | 粵語版配音 |

### 其他
- 2017年：建造業議會《築．動．愛》 飾 陳鏡輝（無綫電視）
- 2017年：保多康《健康儲蓄銀行》第4集（無綫電視）

## 獎項
- 萬千星輝頒獎典禮2013 - 傑出演員大獎
- TVB 馬來西亞星光薈萃頒獎典禮2014 -TVB星光成就大獎

## 參與節目
- 1980年代：歡樂今宵（節目內播出的《迷離夜》短劇）
- 2012年8月17日：今日VIP
- 2015年：網絡挑機
- 2016年：湊仔攻略
- 2016年：Sunday好戲王
- 2016年：一綫娛樂（6月27日、7月25日）
- 2016年：男人食堂
- 2016年：一屋老友去旅行
- 2017年：Ben Sir研究院
- 2017年：最緊要好好玩 消暑版
- 2021年：好聲好戲（星級評判）

## 廣告
- 2016年：雀巢 NESCAFÉ 極品白咖啡（與黎明、林日曦合作）
- 2016年：專業旅運（與駱振偉合作）
- 2017年：雀巢 NESCAFÉ 正宗越南咖啡（與黎明、林日曦、林夕合作）
- 2022年：入境事務處電視宣傳短片- 全港市民換領身份證計劃(與張智霖、譚凱琳合作)

## 軼聞
- 劉江在33歲時中風，此後他經常警惕自己要愛惜身體和注重健康。[8]當時他正在為麗的電視拍攝劇集《人在江湖》。他表示在開工途中他的腦血管栓塞，半邊身體癱瘓。其後留醫九日後出院。
- 已故資深演員陳鴻烈為他的好朋友。
- 2013年12月16日無綫電視舉行《萬千星輝頒獎典禮2013》當日是他和妻子結婚40周年的紀念日。
- 劉江在台灣的時候學習京戲「生、旦、淨、丑」四個行當中「淨」，即花臉的範疇，秦祥林為當時校內其中一位同學。
- 國泰公司舉辦訓練班時，劉江曾游說同學秦祥林一同報名。但畢業後，獲公司取錄的卻是秦祥林。劉江只好繼續為電影配音。
- 他是國泰機構（香港）有限公司停產前最後一位與公司簽約的演員。當時他在首份合約屆滿前，因要遠赴韓國拍電影，於是提早續約。而陳自強就是負責處理他一人薪金事宜的職員。[註 4]
- 劉江現時與家人居住在元朗錦繡花園[9]。
- 劉江在電視劇《拳王》中的一個場景曾經被網民惡搞配上字幕「屌！講呢啲」[註 5]，其後這張改圖在網上爆紅，自此「講呢啲」就成為了劉江的另一個外號。

## 外部連結
- 劉江在香港影庫上的簡介
- 新華網「TVB劇集中的十大老人家 個個是經典」 （页面存档备份，存于）